# Przejścia
Przejścia, transitiones, figura retoryczna polegająca na kierowaniu uwagi słuchacza (widza) na kolejne części wypowiedzi, ułatwiająca śledzenie toku wypowiedzi. Zwykle w postaci zapowiedzi lub zwrotów ustanawiających ramy narracji.
przykłady:
- po pierwsze..., po wtóre...
- na wstępie...., po czym...
- wynika stąd...
- podsumowując...
- na zakończenie...